# Eugene Galekovic
Eugen-Josip „Eugene“ Galekovic (* 12. Juni 1981 in Melbourne) ist ein ehemaliger australischer Fußballspieler kroatischer Abstammung.

## Vereinskarriere
Galekovic spielte zwischen 1999 und 2004 bei den Melbourne Knights, Eastern Pride und South Melbourne in der National Soccer League. Nach der Einstellung der Liga im Jahre 2004 wagte er, wie viele andere australische Spieler, den Sprung ins Ausland. Sein Gastspiel beim portugiesischen Erstligisten SC Beira-Mar war aber nicht von Erfolg gekrönt und er kehrte nach einem Jahr und lediglich zwei Ligaeinsätzen nach Australien zurück, wo mit der Profiliga A-League ein neues Ligaformat geschaffen wurde.
Er unterschrieb beim neu gegründeten Klub Melbourne Victory und befand sich dort mit Michael Theoklitos in Konkurrenz um den Platz im Tor. Ein ungewöhnliches Rotationssystem von Trainer Ernie Merrick sah für beide Torhüter in der Saison 2005/06 dieselbe Anzahl an Einsätzen vor. Nachdem die Saison mit einem enttäuschenden siebten Platz geendet hatte, wurde zur neuen Saison der Torhüterposten fest vergeben, dabei konnte sich Theoklitos durchsetzen. Galekovic verbrachte den Großteil der Saison 2006/07 auf der Ersatzbank, so auch im Meisterschaftsfinale gegen Adelaide United.
Zur Saison 2007/08 wechselte er zum Rivalen Adelaide und konnte sich dort nach einer Verletzung von Stammtorhüter Daniel Beltrame im Tor behaupten. 2009 stand er mit Adelaide im Finale gegen seinen ehemaligen Klub Melbourne, musste sich dort aber nach einem Treffer von Tom Pondeljak mit 0:1 geschlagen geben. Bereits vor den Finals wurde er zum Torhüter des Jahres gekürt. Obwohl Adelaide die folgende Spielzeit 2009/10 auf dem letzten Tabellenrang abschloss, wurde er erneut als bester Torhüter ausgezeichnet.

## Nationalmannschaft
Galekovic nahm 2004 mit der australischen Olympiaauswahl als Stammtorhüter am olympischen Fußballturnier in Griechenland teil. Bereits im Mai 2004 gehörte Galekovic erstmals dem australischen Kader bei zwei Freundschaftsspielen gegen die Türkei an, wurde dabei aber nicht eingesetzt. Erst Anfang 2009 kam er erstmals im Tor der australischen A-Nationalmannschaft zum Zug und bestritt in der Folge insgesamt vier Länderspiele im Rahmen der Qualifikation zur Asienmeisterschaft 2011. Im Sommer 2010 reiste er als Reservespieler mit der Nationalelf zur Weltmeisterschaft nach Südafrika. Mark Schwarzer, Adam Federici und Brad Jones waren von Nationaltrainer Pim Verbeek als Torhüter in das 23-köpfige Endrundenaufgebot nominiert worden, Galekovic sollte während der WM dennoch bei der Mannschaft bleiben. Als wenige Tage vor Turnierbeginn Jones aus persönlichen Gründen abreiste, rückte Galekovic mit einer Sondergenehmigung der FIFA doch noch in das WM-Aufgebot.

## Erfolge
auf Vereinsebene:
- Australischer Meister: 2006/07
- A-League Premiership: 2006/07
- Australischer Pokalsieger: 2014

Individuell:
- A-League Goalkeeper of the Year: 2008/09, 2009/10, 2013/14, 2014/15
- PFA Team of the Year: 2008/09, 2009/10, 2012/13 (Ersatzbank), 2013/14 (Kapitän), 2014/15 (Kapitän)